# Мастридия Александрийская
Мастридия Александрийская — христианская святая, почитается в лике преподобных. Память в Православной церкви совершается 7 декабря (24 ноября по юлианскому календарю).
Согласно житию, Мастридия жила в Александрии Египетской и в юности дала обет девства, проводя жизнь в посте и молитве. Один юноша, испытывая к ней вожделение, настойчиво пытался склонить Мастридию к нарушению обета целомудрия. Преподобная, устав от преследований, через служанку пригласила его к себе в дом:

Мастридия, когда вошёл к ней юноша, занималась тканием полотна, и спросила его: 

— Зачем ты, брат, доставляешь мне столько огорчения и печали, что не даёшь мне даже сходить в церковь? 

— Поистине, — ответил юноша, — я очень люблю тебя, и, когда тебя вижу, я весь бываю, как бы огненный. 

— Что же ты видишь во мне? — спросила юношу Мастридия. 

— Я вижу очи твои настолько прекрасными, — сказал юноша, — что они прельщают меня. 

Святая дева, услышав, что её глаза прельщают людей, челноком, которым ткала полотно, тотчас же проколола себе глаза.
— Димитрий Ростовский. Жития святых (24 ноября)
Видя действия Мастридии, юноша раскаялся и, приняв монашество, стал аскетом.
Примером Мастридии протопоп Аввакум увещевал боярыню Морозову в её борьбе с любовными соблазнами: «Глупая, безумная, безобразная выколи глазища те свои челноком, что и Мастридия».